# ハートリー・パワー
ハートリー・パワー（Hartley Powe、1894年3月14日 - 1966年1月29日）は、アメリカ合衆国生まれのイギリス人俳優。1922年にブロードウェイ・シアターでデビューを果たした。ローマの休日などに出演した。